# Jimmy Chamberlin
Jimmy Chamberlin, rodným jménem James Joseph Chamberlin (* 10. června 1964), je americký bubeník, textař a producent, jeden ze zakládajících členů skupiny The Smashing Pumpkins.

## Dětství
Narodil se 10. června 1964 v americkém městě Jolliet v Illinois. Od dětství byl veden k hudbě, protože jeho otec a starší bratr hrávali v místních jazzových kapelách. Učil se zejména jazzovým, ale i latino či brazilským technikám hry na bicí.
V patnácti odešel z domu a začal hrát v několika místních kapelách. Navzdory slušnému výdělku ho otec donutil jít na univerzitu, kde studoval pouze jeden rok, protože neměl při kapele na učení čas. Odešel z univerzity a našel si práci u švagra ve stavební firmě.

## The Smashing Pumpkins
Koncem léta 1988 hledali The Smashing Pumpkins někoho na post bubeníka. Přítel Billyho Corgana jim představil právě Chamberlina. Navzdory počátečním rozpakům a faktu, že se Chamberlin vůbec nevyznal v rockové scéně, byl předběžně přijat. Naučit se jejich skladby mu nedělalo vůbec problém a tak mohli vystoupit poprvé se živým bubeníkem a ne s automatem dne 5. října 1988 v klubu Cabaret Metro v Chicagu. Krátce nato byl Jimmy Chamberlin oficiálně přijat za člena skupiny.
Brzy se vzdal práce zedníka a odstěhoval se do Chicaga, aby se mohl naplno věnovat práci bubeníka. V roce 1991 vydali první album Gish, na kterém měl důležitou roli, neboť kromě bicích nástrojů nahrával celé album Billy Corgan sám. Krátce nato si vypracoval Chamberlin závislost na heroinu. Během nahrávání druhého alba z roku 1993 Siamese Dream se stávalo, že zmizel i na několik dní a nedal o sobě vědět.
Jeho problémy z drogami vrcholily v roce 1996, když se během jejich turné na podporu alba Mellon Collie and the Infinite Sadness předávkoval spolu s Jonathanem Melvoinom, který na následky zemřel, byl Chamberlin z kapely vyhozen. Později se stal členem skupiny The Last Hard Man vedené bývalým frontmanem skupiny Skid Row Sebastianem Bachem.
V roce 1998 ho navštívil Billy Corgan a dohodli se, že se znovu přidá ke skupině, přičemž nahrají ještě jedno album, udělají jedno turné a skončí. V roce 2000 vyšlo předposlední album Machina/The Machines of God a později téhož roku i po internetu distribuované album Machina II/The Friends & Enemies of Modern Music. Dne 2. prosince 2000 odehrál Jimmy Chamberlin jako bubeník The Smashing Pumpkins v Chicagu poslední koncert.

## Po The Smashing Pumpkins
V letech 2001 až 2003 pracoval spolu z Billym Corganem ve skupině Zwan. Skupina stihla vydat pouze jedno album Mary Star of the Sea, než se rozpadla. Chamberlin později založil vlastní projekt Jimmy Chamberlin Complex, který vznikl v roce 2004 a v 2005 bylo vydáno album Life Begins Again.

## Reunion
Billy Corgan oznámil 21. června 2005 v článku v The Chicago Tribune svůj plán na znovuzaložení skupiny Smashing Pumpkins a nabídku na účast bývalým členům. Na tuto mu odpověděl pouze Jimmy Chamberlin a tak se podařilo po pěti letech skupinu znovu obnovit. V 2006 začali sami, bez ostatních původních členů, pracovat na novém albu, které byl pod názvem Zeitgeist vyšlo 10. července 2007. Začátkem roku 2008 bylo vydáno EP American Gothic obsahující čtyři písně.
Prostřednictvím oficiální stránky skupiny byla začátkem dubna 2009 oznámena skutečnost, že Jimmy Chamberlin ze skupiny náhle odchází.